# Saint-Rémy-Blanzy
Saint-Rémy-Blanzy ist eine französische Gemeinde mit 225 Einwohnern (Stand: 1. Januar 2022) im Département Aisne in der Region Hauts-de-France (frühere Region: Picardie). Sie gehört zum Arrondissement Soissons und zum Kanton Villers-Cotterêts.

## Geographie
Die Gemeinde Saint-Rémy-Blanzy liegt am Ende eines Seitentals der Savières, 17 Kilometer südlich von Soissons und umfasst die Ortsteile Blanzy, La Fontaine aux Chènes (in der Nähe ein großer Steinbruch) und Fronteny. Nachbargemeinden von Saint-Rémy-Blanzy sind Vierzy und Parcy-et-Tigny im Norden, Le Plessier-Huleu im Osten, Oulchy-la-Ville und Billy-sur-Ourcq im Süden sowie Louâtre und Villers-Hélon im Westen.

## Bevölkerungsentwicklung
| Jahr                       | 1962 | 1968 | 1975 | 1982 | 1990 | 1999 | 2007 | 2015 | 2022 |
| Einwohner                  | 239  | 234  | 149  | 125  | 212  | 203  | 230  | 211  | 225  |
| Quellen: Cassini und INSEE |      |      |      |      |      |      |      |      |      |

## Sehenswürdigkeiten
- um 1460 errichtete Kirche Saint-Rémi, 1922 als Monument historique klassifiziert (Base Mérimée PA00115916)
- alte Vogtei (prévoté), 1928 als Monument historique eingetragen (Base Mérimée PA00115917)

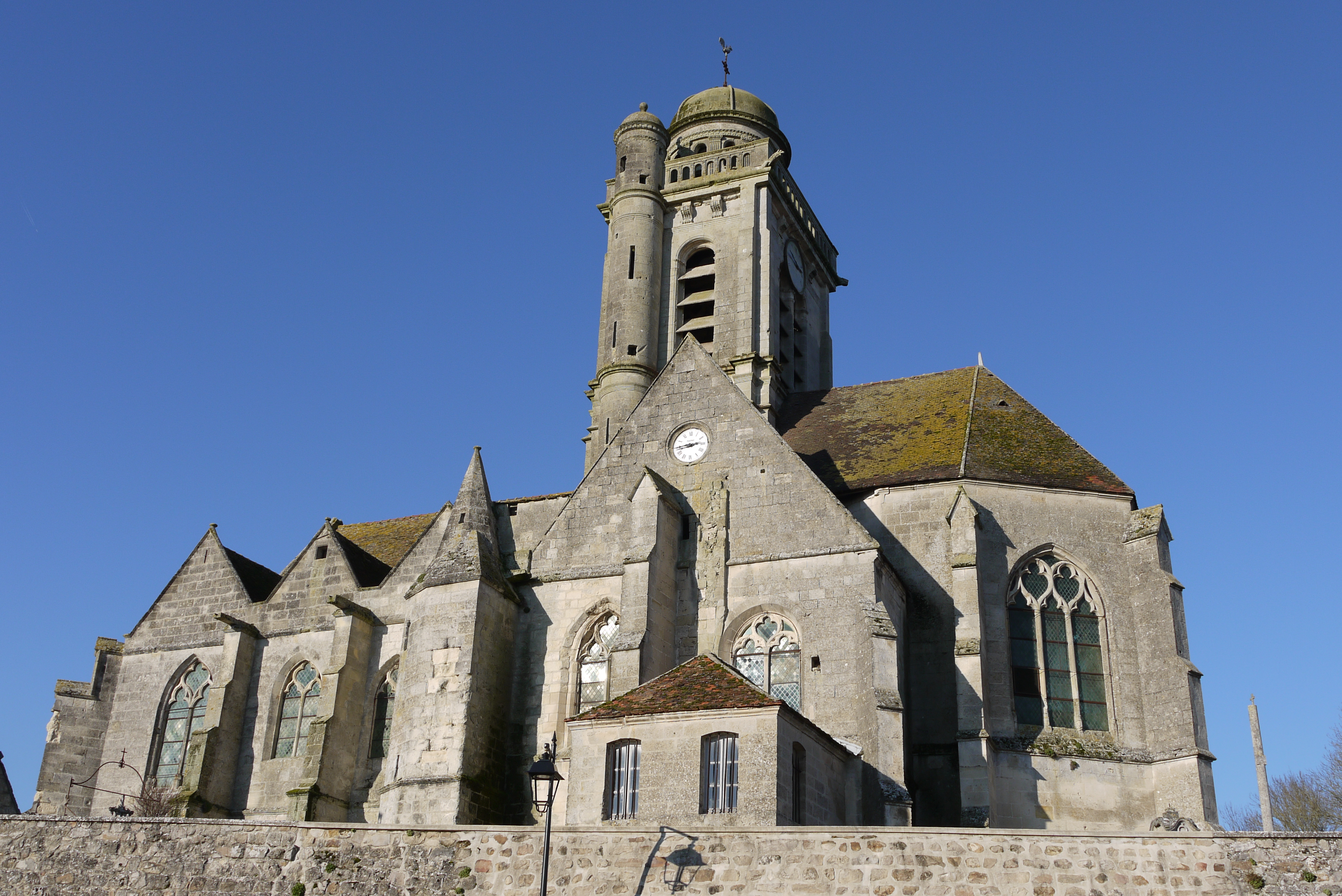
Kirche Saint-Rémi
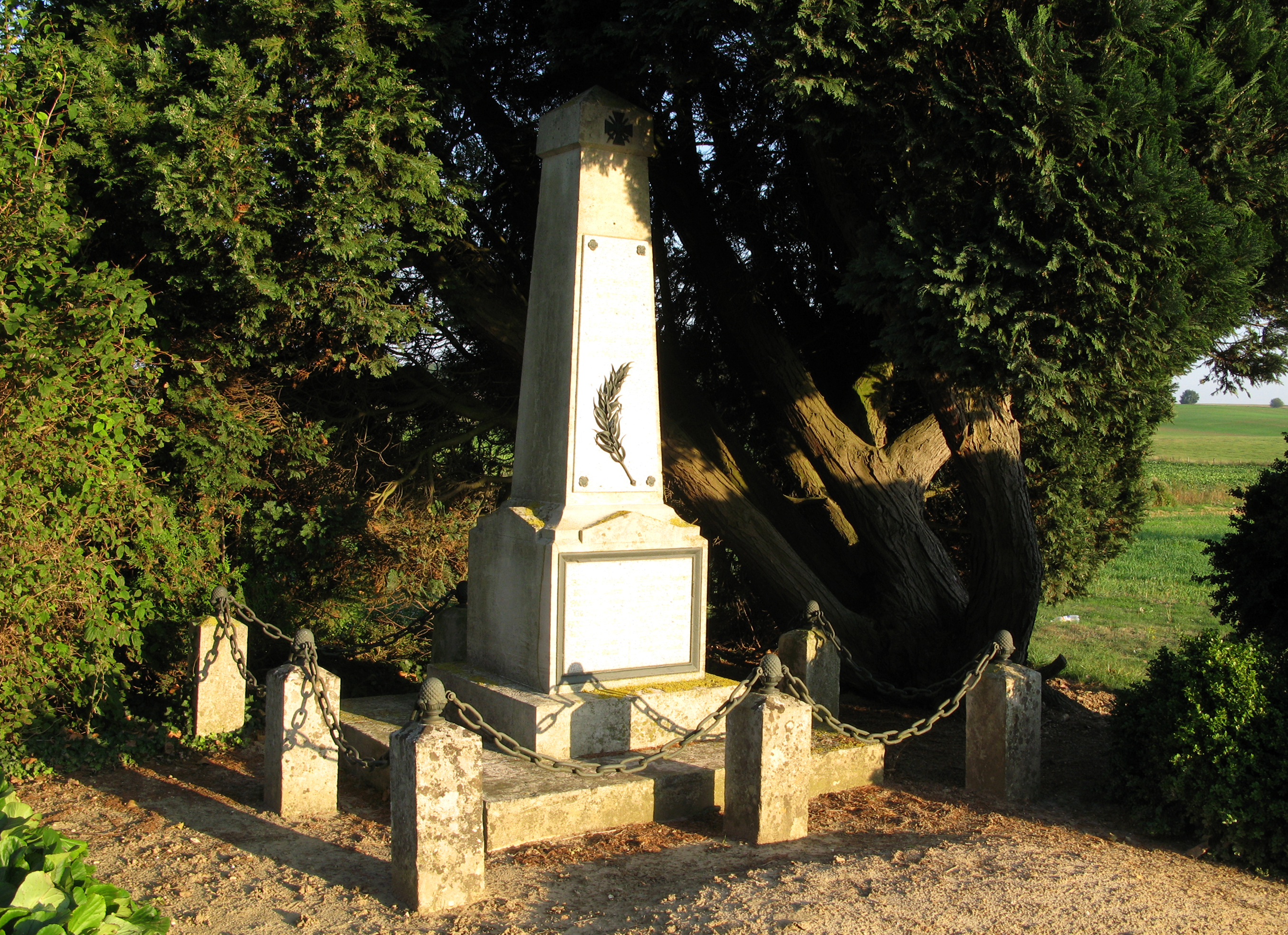
Gefallenendenkmal